# Stanisław Bądzyński

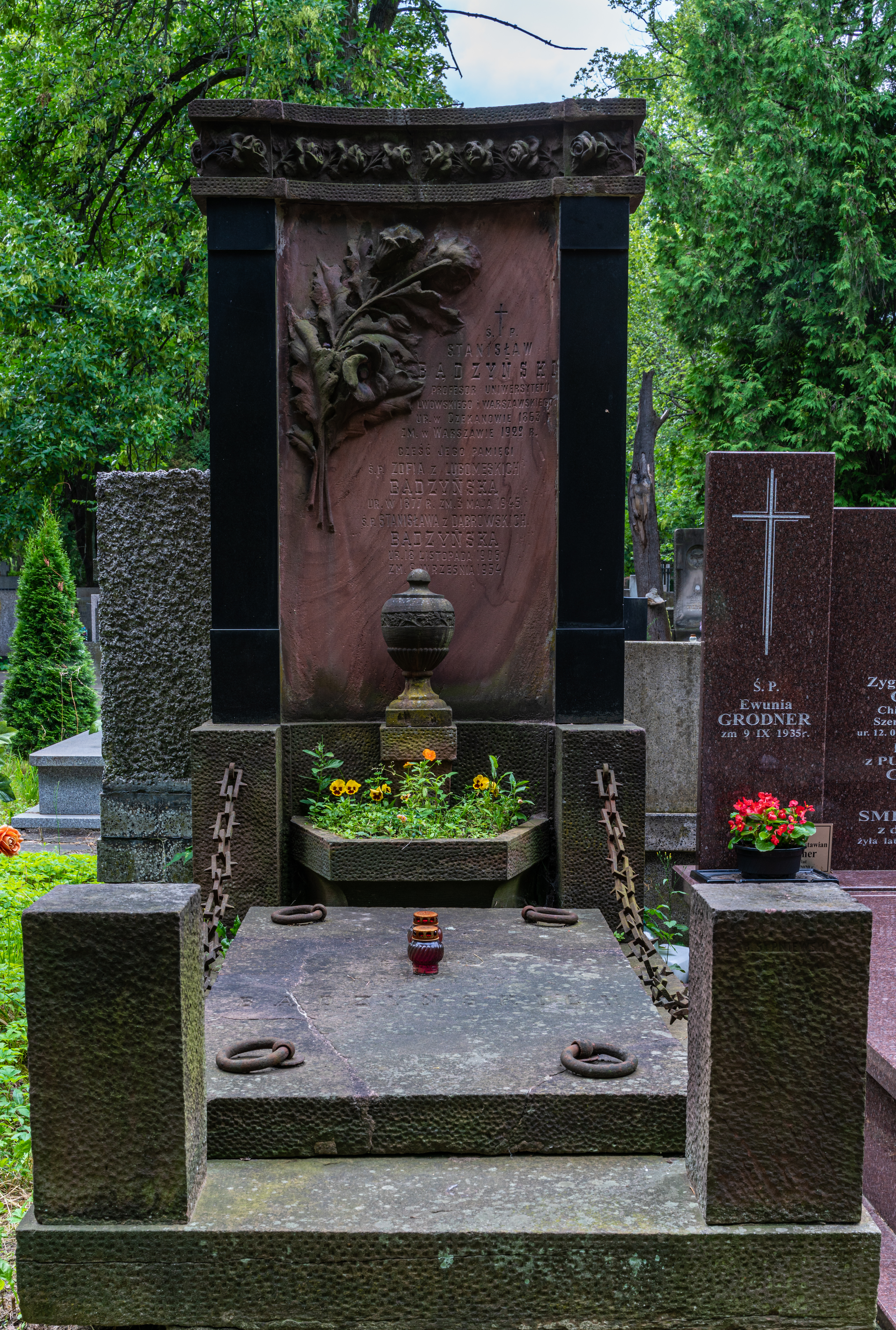
Grób Stanisława Bądzyńskiego na cmentarzu Powązkowskim

Stanisław Ludwik Filip Bądzyński (ur. 30 kwietnia 1862 w Czekanowie, zm. 9 lutego 1929 w Warszawie) – polski chemik i fizjolog. Jeden z założycieli Polskiego Towarzystwa Chemicznego.
Pochodził ze starej szlacheckiej rodziny herbu Junosza osiadłej na Podlasiu. Ze srebrnym medalem ukończył następnie rosyjskie gimnazjum w Siedlcach, po czym rozpoczął studia na Wydziale Matematyczno-Przyrodniczym w Cesarskim Uniwersytecie Warszawskim w 1883 wyjechał do Lwowa tutaj zainteresował się chemia organiczną, którą studiował pod kierunkiem Bronisława Radziszewskiego. W 1885 wyjechał na dalsze studia do Berna, gdzie w listopadzie 1887 obronił doktorat. Po doktoracie pozostał w Bernie. Najpierw otrzymał posadę asystenta w kantonalnym Zakładzie Badania Środków Żywności, gdzie zajmował się składem chemicznym masła i mleka a następnie pracował w miejscowym szpitalu. W 1892 przeniósł się do Zurychu gdzie podjął pracę asystenta profesora Hermanna Eichhorsta w klinice chorób wewnętrznych stąd przeniósł się do  Lipska. W 1895 obronił doktorat z medycyny na Uniwersytecie w Heidelbergu. W kwietniu 1897 roku przyjechał do Krakowa do przyjazdu nakłonił go Odo Bujwid pozostał tutaj przez 2 lata, ożenił się w tym czasie z Zofią Lubomęską, córką Władysława Ruperta Lubomęskiego profesora Studium Rolniczego na Uniwersytecie Jagiellońskim. W tym małżeństwie urodziło się później czworo dzieci – dwie córki i dwóch synów.
Profesor higieny na Uniwersytecie we Lwowie (1899–1906), następnie profesor chemii lekarskiej na tejże uczelni (1906–1919). Należał do Związku Młodzieży Polskiej „Zet” i Stronnictwa Demokratyczno-Narodowego, a od 1907 do Ligi Narodowej. W czasie obrony Lwowa przed Ukraińcami w listopadzie 1918 roku był członkiem Komitetu Bezpieczeństwa i Obrony Dobra Publicznego (który pełnił funkcje lokalnego rządu, składał się z kilku resortów i sprawował władzę w części miasta kontrolowanej przez Polaków). O Lwów najstarszy syn Bądzyńskiego Stefan jako uczeń gimnazjum. W 1920 Stefan brał udział w wojnie z najazdem bolszewickim. Zginął na Wołyniu odznaczony Krzyżem Walecznych oraz Virtuti Militari. Stanisław Bądzyński był wtedy już od roku profesorem Uniwersytetu Warszawskiego, gdzie przeniósł się w 1919 i podjął pracę na w charakterze profesora chemii fizjologicznej (1919–1927). Kierował Katedrą i Zakładem Chemii Fizjologicznej na Wydziale Lekarskim. Zmożony przewlekłą chorobą wycofał się w 1927 roku z czynnego życia uniwersyteckiego. Pochowany został na cmentarzu Powązkowskim w Warszawie (kwatera 109-1-19).
W 1932 pośmiertnie odznaczony Krzyżem Komandorskim Orderu Odrodzenia Polski (31 grudnia 1932)
Współorganizator Akademii Nauk Lekarskich w Warszawie (1920). Badacz pośredniej przemiany białek i cholesterolu.
Członek PAU od 1909, od 1918 członek korespondent; od 1920 członek rzeczywisty TNW, od 1929 członek zwyczajny.

## Prace
- Wymiana energii i materii u zwierząt (1914)